# MG 34

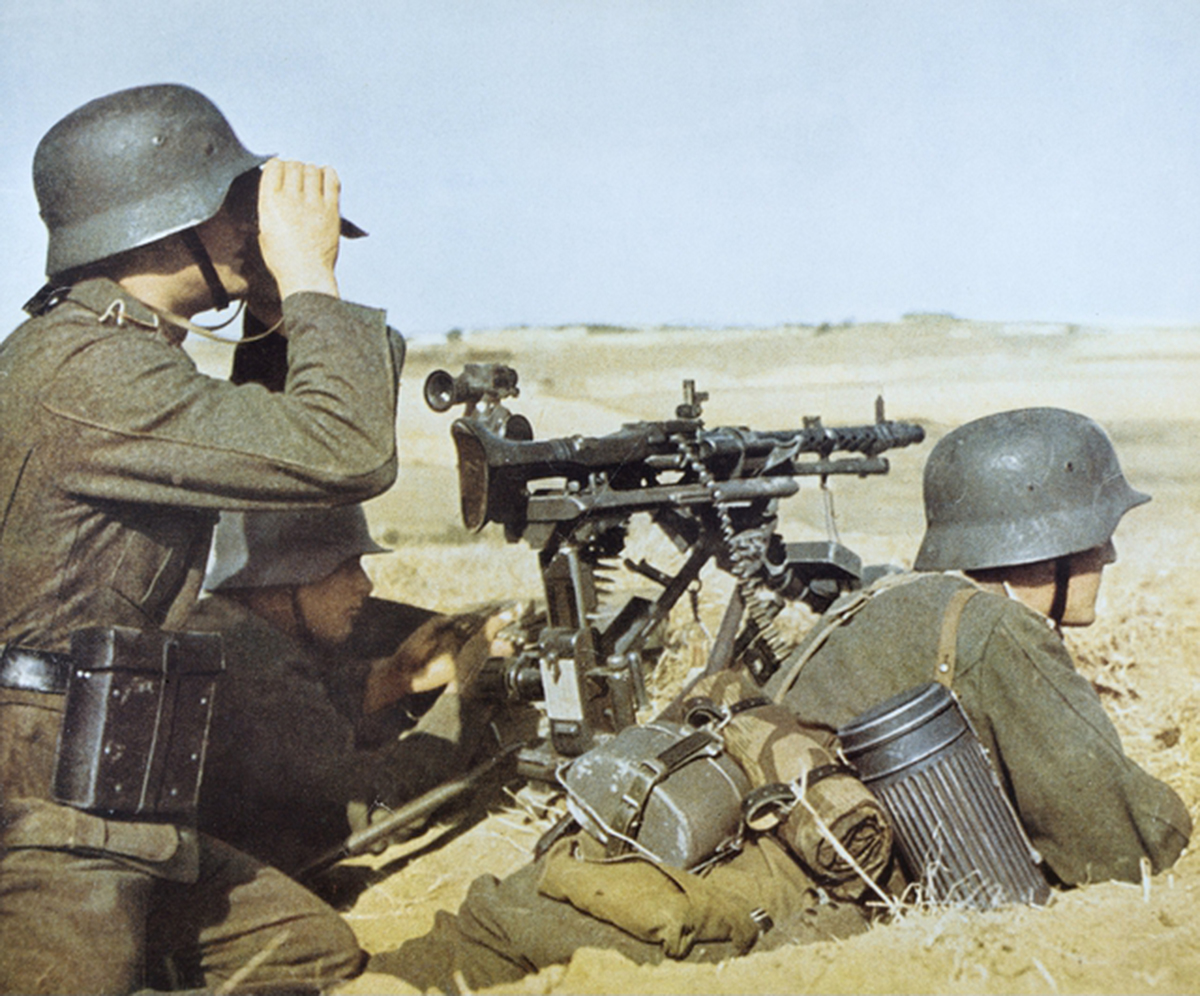
Duitse soldaten met een MG 34 in Rusland (1942)

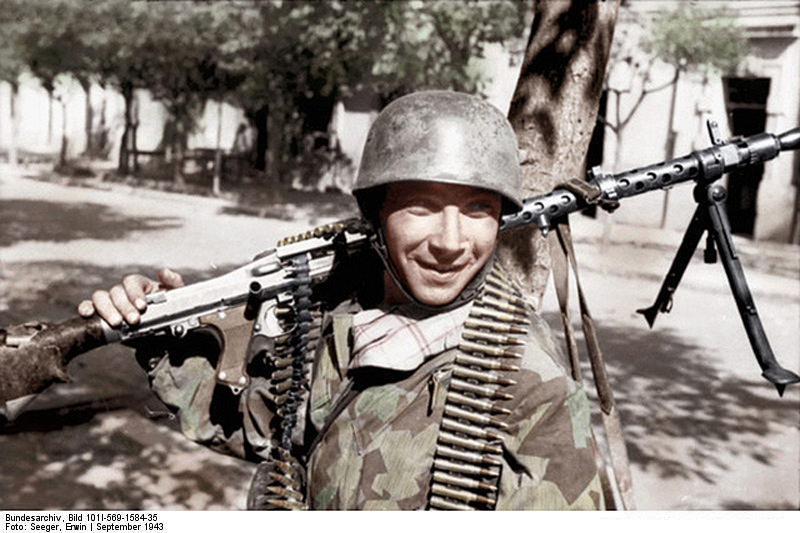
Duitse Fallschirmjäger met MG 34 in Italië (1943)

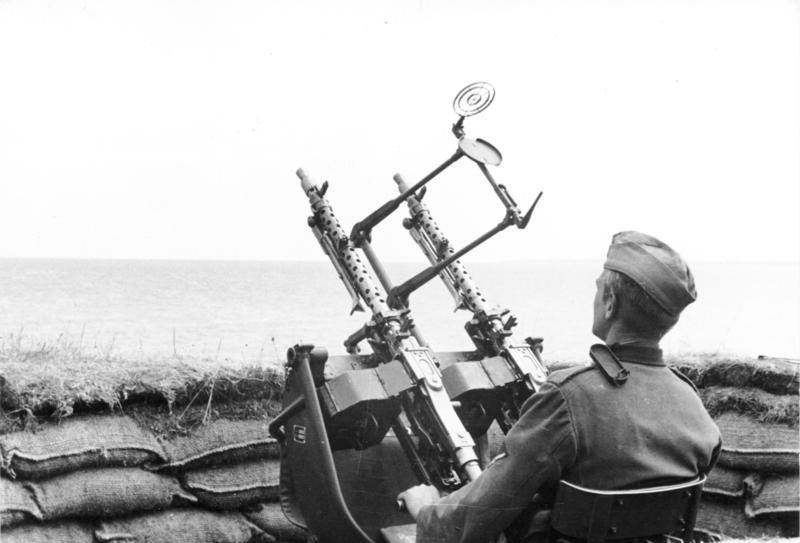
MG 34 Zwilling als luchtafweergeschut langs de Franse kust (1943)

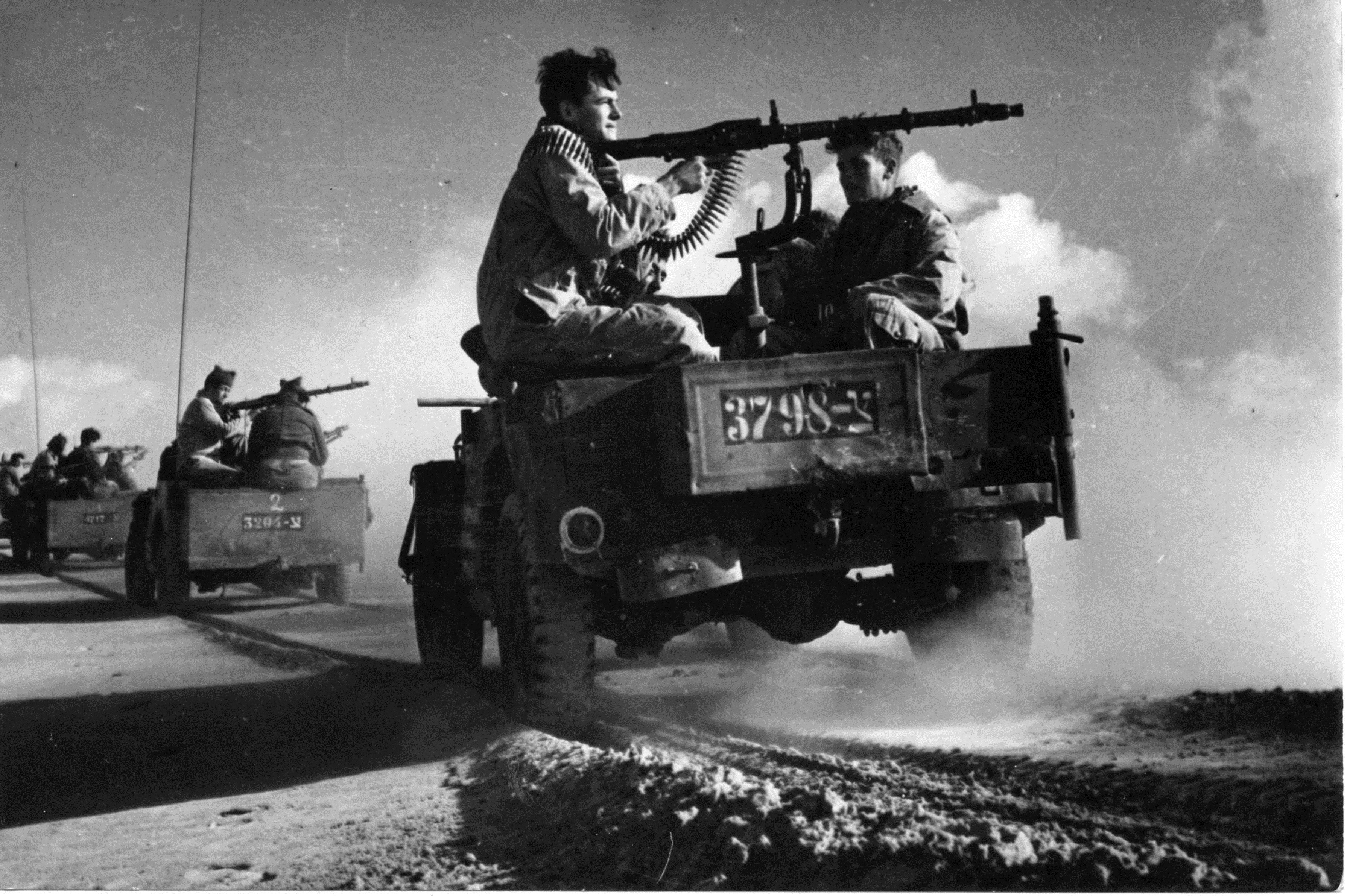
MG 34 in gebruik bij het Israëlisch defensieleger (tussen 1948 en 1949)

De MG 34 of Maschinengewehr 34 is een Duits machinegeweer dat werd geïntroduceerd vanaf 1934 en gebruikt in alle Duitse eenheden tijdens de Spaanse Burgeroorlog en de Tweede Wereldoorlog. De MG 34 wordt gezien als het eerste moderne machinegeweer dat samen met de MG30 qua functionaliteit ver vooruit was op z’n tijdgenoten.

## Achtergrond

### Ontwikkeling
De ontwikkeling van machinegeweren startte pas goed na het einde van de Eerste Wereldoorlog. Duitsland mocht na het Verdrag van Versailles echter geen wapens meer ontwikkelen maar deed dit toch en schreef een specificatie uit naar een volledig universeel machinegeweer (Einheitsmaschinengewehr). Duitse bedrijven vestigden zich in Zwitserland waar Rheinmetall hun ontwerp, MG30 Solothurn, verkocht aan de Zwitsers. Toen de Duitse oorlogsindustrie goed op gang kwam, vestigden deze bedrijven zich opnieuw in Duitsland en werden gesteund door het naziregime om hun opgedane kennis verder te ontwikkelen. Zowel Rheinmetall als Mauser Werke werkten vanaf 1929 aan een machinegeweer en stelden hun prototypes in 1932 voor aan de aankoopdienst van het Duits leger (Heereswaffenamt). Deze laatste besloot dat geen van beide ontwerpen voldeed aan al hun eisen, alhoewel de prototypes een goede functionaliteit bevatten. Het Heereswaffenamt besloot het bedrijf Rheinmetall de opdracht te geven om een volledig nieuw project op te starten met de vraag om de goede functionaliteit van voorgaande prototypes als basis te gebruiken in het ontwerp dat later de MG 34 zou worden. Majoor Ritter von Weber werd aangesteld als de projectleider bij het Duitse leger en Louis Stange kreeg de leiding bij Rheinmetall. Het bedrijf Mauser Werke kreeg compensaties voor de elementen die uit het prototype werden gebruikt. Het ontwerp van het Maschinengewehr 34 of MG 34 staat officieel op naam van hoofdingenieur Louis Stange van Rheinmetall maar de meeste elementen in de MG 34 werden bedacht door Heinrich Vollmer van het bedrijf Mauser Werke. Vollmer kwam op het idee om de elementen van handwapens LMG32, de MG13 Dreyse en de MG30 Solothurn samen te voegen tot een werkend geheel.

### Productie
Eenmaal ontworpen in 1934 werd de productie van de MG 34 toegewezen aan de volgende bedrijven:
1. Gustloff-Werke, te Suhl.
2. Maget, te Berlijn.
3. Mauser-Werke AG, te Oberndorf am Neckar met een vestiging in Berlijn.
4. Steyr-Daimler-Puch AG, te Berlijn.
5. Waffenwerke Brunn AG, te Brno, Tsjecho-Slowakije.

De productie duurde tot het einde van de Tweede Wereldoorlog in 1945.

## Technische gegevens
De MG 34 kon 800 à 900 schoten per minuut afgeven over een maximale schootsafstand van 1200 meter als infanteriemachinegeweer of 3500 meter als luchtafweerwapen. De MG 34 gebruikte 7,92 mm (7,92 x 57 mm Mauser munitie die in een patroontrommel of in een patroonband zat. De patroontrommel werd gebruikt in de luchtafweeropstelling of wanneer de MG 34 snelle bewegingen onderging op een voertuig. De patroonband was nuttig in de andere opstellingen en vereiste een extra persoon om de band in te voeren en te geleiden. De patroonbanden bestonden uit samenvoegbare secties voor 50 patronen of een complete band voor 250 patronen. De patroontrommels hadden een inhoud van 50 patronen (de zogenaamde Gurttrommel 34) of een dubbele trommel met een capaciteit van 75 patronen. De MG 34-schutter of diens helper had altijd reservelopen en een asbest handschoen bij zich om de loop elke 250 à 300 schoten te verwisselen. De MG 34 was duur in materiaalkosten daar het 49 kg staal vereiste en de productie ervan veel tijdrovend maatwerk vergde waardoor men de toenemende vraag van het steeds uitbreidende Duitse leger nauwelijks of niet aankon. Het machinegeweer bleek gevoelig te zijn voor vuil en stof maar toch werd het machinegeweer algemeen zeer goed aanvaard en het werd beschouwd als een van de beste machinegeweren van die tijd.

### Opstellingsuitvoeringen
De MG34 kon worden opgesteld in verschillende uitvoeringen:
1. MG 34 + tweepoot: de lichtste uitvoering met een gewicht van 12,1 kg. Hiermee was het machinegeweer aanzienlijk lichter dan z’n tijdgenoten en een van de hoofdredenen waarom het zo populair was.
2. MG 34 + driepoot 6,75 kg: de mediumuitvoering met een gewicht van 18,85 kg. Er was ook een adapter beschikbaar om een kleinere versie van luchtafweeropstelling te maken.
3. MG 34 + driepoot Dreibein 34: een zware uitvoering met een gewicht van 23,6 kg. Met deze uitvoering kon men een vaste luchtafweeropstelling maken.
4. MG 34 + driepoot Lafette 34: de zwaarste opstelling met een gewicht van 35,7 kg. De MG34 werd op een driepoot geplaatst met accessoires zoals schokdempers, een speciaal mechanisme om te vuren en een periscoop zodat men vanuit een gedekte positie kon schieten.

### Varianten en evolutie
1. Er bestond een variant op de MG 34, de MG 34/41. Deze variant werd aangevraagd nadat de eerste frontervaringen in het begin van de Tweede Wereldoorlog hadden aangetoond dat een hogere vuursnelheid een betere verspreiding van de kogels gaf. De MG 34/41 had een vuursnelheid van 1200 schoten per minuut (tegen 800 à 900 bij de MG 34) en woog 14 kg, iets meer dan de originele MG 34 versie (12,1 kg). Er werd een beperkt aantal MG34/41 machinegeweren geproduceerd.
2. De MG 34 was de basis voor het latere MG42. Tegen het einde van de jaren dertig was het plan om het ontwerp en de productie van de MG34 te vereenvoudigen. Dit resulteerde in de eerste plaats in de bovengenoemde MG34/41 (of MG34S). Men was echter ontevreden over de snelheid waarmee dit wapen geproduceerd kon worden. In plaats van precisiemaatstukken werden nu veel gestanste en geperste elementen toegepast. De loopmantel van de MG42 had nu bijgevolg een vierkante vorm waardoor het niet kon worden gebruikt in de geschutskoepels van de tanks en andere pantservoertuigen, die de MG 34 bleef gebruiken. De MG42 verving de MG 34 in de rol van het infanteriemachinegeweer.
3. De MG 34 was ook de basis voor het ontwerp van een nieuw antivliegtuiggeschut, de MG81. Bij de MG81 konden de patroonbanden zowel van links als van rechts worden ingevoerd en in de versie MG81Z (Z staat voor een Duitse afkorting van Zwilling: tweeling), werden twee machinegeweren parallel naast elkaar gemonteerd en aangestuurd met een enkele trekker.

## Dienstjaren
De MG 34 werd tijdens de jaren dertig gebruikt als het hoofdwapen voor de Duitse infanterie en fungeerde als een verdedigingswapen voor vliegtuigen en tanks. Als tankgeschut was de MG 34 uitgevoerd met een zwaardere loop en een bepantserd loopomhulsel zonder de luchtgaten. De MG 34 werd gebruikt door de Duitsers in hun Legioen Condor dat aan de zijde stond van generaal Francisco Franco en zijn nationalisten tijdens de Spaanse Burgeroorlog. Elke infanterie-eenheid had een MG 34 en was daarmee de belangrijkste vuurkracht daar elke infanteriesoldaat, uitgezonderd de leider, een K98k-geweer droeg. Het MG 34-team gaf in normale omstandigheden dekkingsvuur aan de flanken wanneer de infanteriesoldaten hun doel naderden. De MG34 met Lafette 34 werd gebruikt in de zware compagnieën en waren een cruciaal onderdeel in defensieve opstellingen. In de loop van 1942 werden 300 stuks van de MG 34/41 variant geleverd aan de Duitse soldaten die aan het Oostfront vochten. Alhoewel de Luftwaffe de MG 34 afkeurde als vliegtuiggeschut, schreef ze tijdens het laatste deel van de Tweede Wereldoorlog een handleiding voor de MG 34. Het machinegeweer werd dan ook gebruikt als gronddefensiewapen op luchtbases en door de Fallschirmjäger-eenheden en Duitse paracommandotroepen (allen onderdelen van de Luftwaffe). De Duitse Kriegsmarine gebruikte de MG 34 eveneens. De MG 34 wordt gezien als het eerste moderne machinegeweer dat samen met de MG 30 vooruitstrevend was op het vlak van vuursnelheid en draagbaarheid door een enkel persoon. De MG 34 bleef tot het einde van de Tweede Wereldoorlog in actieve dienst van het Duits leger. Na de Tweede Wereldoorlog werd de MG 34 nog gebruikt in Portugal, waar het bekendstond als de Metralhadora m/945, en Israël, Tsjecho-Slowakije, Frankrijk en een aantal landen in Afrika.